# Janiki Wielkie (gmina)
Janiki Wielkie (1946 jako Hanuszewo, od 1947 Boreczno) – dawna gmina wiejska istniejąca w latach 1946–1947 w woj. olsztyńskim (dzisiejsze woj. warmińsko-mazurskie). Siedzibą władz gminy były, kolejno, Janiki Wielkie (Hanuszewo) (niem. Groß Hanswalde) i Boreczno (Śniegwałd) (niem. Schnellwalde).
Gmina Hanuszewo powstała 4 maja 1946 w powiecie morąskim na obszarze okręgu mazurskiego, na terenie tzw. Ziem Odzyskanych. Nie była ona zatem jedną z pierwszych siedmiu gmin utworzonych 30 października 1945 w powiecie morąskim, lecz została wyodrębniona później, ponieważ dotychczasowe gminy były obszarowo zbyt wielkie (ponad 10,000 ha). 28 czerwca 1946 gmina weszła w skład nowo utworzonego woj. olsztyńskiego.
Gminę Janiki Wielkie zniesiono z końcem 1947 roku w związku ze zmianą nazwy jednostki na gmina Boreczno, od nazwy siedziby gminy.